# Loyettes
Loyettes är en kommun i departementet Ain i regionen Auvergne-Rhône-Alpes i östra Frankrike. Kommunen ligger  i kantonen Lagnieu som ligger i arrondissementet Belley. Kommunens areal är 21,28 km². År 2022 hade Loyettes 3 468 invånare.

## Befolkningsutveckling
Antalet invånare i kommunen Loyettes
Referens: INSEE